# M'Cid
M'Cid (em árabe: مسيد) é uma comuna localizada na província de Sidi Bel Abbès, Argélia. De acordo com o censo de 2008, a população total da cidade era de 3 499 habitantes.